# Aho Girl
Aho Girl (アホガール, Aho gāru, litt. « Fille stupide ») est une série de manga comique au format quatre cases écrite et dessinée par Hiroyuki. Le manga a d'abord été prépublié dans le magazine de prépublication de manga de Kōdansha Weekly Shōnen Magazine depuis novembre 2012; puis a été déplacé dans le Bessatsu Shōnen Magazine du même éditeur en juillet 2015,. Celui-ci s'est conclut en décembre 2017. Au total, douze volumes tankōbon ont été publiés par Kōdansha.
Une adaptation en série télévisée d'animation par le studio diomedéa a été diffusée pour la première fois au Japon entre le 4 juillet et le 19 septembre 2017,.

## Synopsis
L'histoire suit la vie quotidienne d'une jeune lycéenne Yoshiko Hanabatake, connue pour être stupide aussi bien sur le plan scolaire que sur le plan social. Elle traîne et embête constamment son voisin studieux et sérieux, Akuru Akutsu, à qui la mère de Yoshiko voudrait qu'elle se marie. Yoshiko devient ami avec la raisonnable Sayaka Sumino, qui, avec Akuru, tente de garder Yoshiko sous contrôle. La Présidente de la Morale publique n'apprécie guère la liberté d'esprit de Yoshiko, mais lorsqu'Akuru fait des remarques occasionnelles qui la complimentent, la présidente tombe amoureuse d'Akuru et commence à le suivre partout tout en réprimant ses pensées perverties. Yoshiko se lie également d'amitié avec un délinquant, Ryûichi Kurosaki, qui la considère comme étant sa maîtresse. Elle adore jouer avec un groupe d'enfants de l'aire de jeu et d'autres étudiants et personnels de l'école.

## Personnages

### Personnages principaux
Yoshiko Hanabatake (花畑 よしこ, Hanabatake Yoshiko)
Voix japonaise : Aoi Yūki,,
Le personnage-titre de l'histoire est une jeune lycéenne d'une stupidité incroyable à la fois au niveau scolaire et culturel. Elle parvient même à obtenir des zéros sur des QCM. Elle est presque toujours vue en train de traîner avec son voisin, compagnon d'enfance et camarade de classe Akutsu, qu'elle surnomme « A-kun » (あっくん, Akkun). Elle se soucie profondément de lui, même si elle le fait avec une grande naïveté. Elle est hyperactive, loufoque et extravagante, un peu niaise, puérile à outrance, et s'emballe dans des comédies constantes dont elle est l'unique participante. Malgré son incapacité aux études, c'est une excellente actrice et une artiste hors pair, avec une philosophie de la vie très libre et hédoniste ; elle possède également une force et une agilité quasi-surhumaines. Elle voue une dévotion à la banane, qu'elle décrit comme un délice absolu surpassant tous les autres. Son rêve est d'acheter une banane de qualité supérieure, à 1 000 yens.
Akuru Akutsu (阿久津 明, Akutsu Akuru)
Voix japonaise : Tomokazu Sugita,,
Akuru est un lycéen intelligent, froid et sérieux tout le temps ulcéré par les pitreries de Yoshiko. La raison pour laquelle lui et Yoshiko sont camarades de classe est parce qu'il a choisi d'aller à un lycée local, car les écoles vraiment académique étaient trop loin au point qu'il n'aurait plus beaucoup de temps pour étudier. Il dispute Yoshiko pour son comportement idiot (il la voit comme un parasite) et devient fréquemment plutôt violent, en ayant recours à des coups de poing qui envoient Yoshiko à plusieurs mètres. Il préfère étudier, et n'a pas de petite amie ou d'amis hormis Yoshiko, bien que Sayaka accepte d'être son amie par pitié.
Sayaka Sumino (隅野 さやか, Sumino Sayaka)
Voix japonaise : Sayaka Harada,
La camarade de classe d'Akuru et de Yoshiko avec qui elle va finir par devenir amie. Elle est très raisonnable et assume son rôle de faire-valoir, surveillant souvent les interactions entre Yoshiko et d'autres. Elle est très sensible, surtout quand les autres lui font remarquer sa petite poitrine et perd parfois patience, dans des cas exceptionnels.
Présidente du conseil de discipline (風紀委員長, Fūki Iinchō, litt. « Présidente de la morale publique »)
Voix japonaise : Sumire Uesaka,,
Une fille rigoureuse dont le nom n'a pas été divulgué qui est responsable de la morale à l'école. Elle ne supporte pas la stupidité de Yoshiko. Quand Akuru a commencé à la complimenter par hasard, en disant de manière élégante comme « Si elle [Yoshiko] vous cause plus de problèmes, faites-le moi savoir. » et « Elle est cent fois plus belle que [Yoshiko] », elle a développé des sentiments forts et irrépressibles pour Akuru ; depuis, elle commence à le suivre partout, et a souvent des fantasmes obscènes à son sujet, ce qui colle assez peu avec son statut. Yoshiko la considère comme une rivale en raison de sa grosse poitrine (selon elle, bonnet G). Dans de nombreux cas, elle essaie d'entrer en contact avec Akuru, mais ses interactions lui donnent une réputation d'être juste étrange, même si elle n'en est pas consciente.

### Personnages secondaires
Yoshie Hanabatake (花畑よしえ, Hanabatake Yoshie)
Voix japonaise : Yōko Hikasa,,
La mère de Yoshiko s'inquiétant constamment à propos de sa fille, mais qui se réjouit qu'Akuru la suit et espère secrètement que lui et sa fille se marieront (pour ne plus payer les frais de sa fille). Elle manigance plusieurs plans pour que Yoshiko flirte avec Akuru mais ils sont souvent un échec. Au début, elle perçoit Sayaka comme une menace pour épouser Akuru, mais après avoir vérifiée que sa culotte est celle d'un enfant, elle estime qu'elle n'est pas un problème. Elle semble aussi farfelue et dérangée que sa fille, puisque pour éviter à Yoshiko toute « rivale », elle est prête à tous les stratagèmes et toutes les manipulations sournoises imaginables. Ses plans excentriques vont de pair avec son expérience de couple (elle approche de la quarantaine) et son expérience sexuelle (elle utilise des menottes d'érotisme pour attacher ses « ennemis »).
Inu (犬, litt. « Chien »)
Voix japonaise : Daisuke Namikawa,,
Un gros chien pour lequel Yoshiko s'est prise d'affection et qu'elle chevauche comme un cheval. Akuru l'apprécie également du fait qu'il semble comprendre ses sentiments. Il est en fait d'une intelligence exceptionnelle, et parvient même à sauver des otages victimes d'un braquage de banque. Il est sous le charme du chien de Sayaka.
Ryûichi Kurosaki (黒崎 龍一, Kurosaki Ryūichi)
Voix japonaise : Taku Yashiro,
Un délinquant avec lequel Yoshiko interagit, et il devient le disciple de Yoshiko, l'appelant « anego » (アネゴ, litt. « Grande sœur »). Il tente de devenir ami avec Akuru mais échoue à cause de sa timidité, et finit par agir plus comme son subalterne.
Atsuko Oshieda (押枝 あつこ, Oshieda Atsuko)
Voix japonaise : Rina Satō,
La professeur principale de Yoshiko. Elle a vingt-huit ans et essaie d'enseigner à Yoshiko, en vain. Elle devient douloureusement consciente de son éternel célibat à cause de Yoshiko, qui essaie tant bien que mal de lui remonter le moral.
Ruri Akutsu (阿久津 瑠璃, Akutsu Ruri)
Voix japonaise : Sayaka Senbongi,
La petite sœur d'Akuru qui est en cinquième année d'enseignement primaire. Elle craint de devenir une idiote comme Yoshiko puisqu'elle est en difficulté sur le plan scolaire. Elle admire Sayaka-chan parce qu'elle l'aide en lui donnant quelque temps des cours particuliers.
Rinko Inui (乾 凛子, Inui Rinko)
Une étudiante de deuxième année qui a de l'affection pour Yoshiko et la traite comme un chien, lui ordonnant d'être assis ou debout. Son expression faciale, et son regard est difficile à lire du fait qu'il est souvent vide.

#### Les enfants de l'aire de jeu
Trois enfants que Yoshiko rencontre à l'aire de jeu. Ils s'inquiètent des envies de Yoshiko de jouer toute la journée et de ne pas étudier.
Nozomi (希)
Voix japonaise : Rena Maeda
Une jeune fille dont le nom de famille est inconnu et qui admire Yoshiko. Elle est l'une des trois enfants qui jouent dans le parc du quartier.

#### Groupe des Gals
Trois camarades de classe gyaru avec lesquels Yoshiko commence à interagir avec plus tard dans la série. Elles ne l'aiment pas vraiment, mais elles sont tout aussi stupides que Yoshiko à l'école.
Akane Eimura (栄村 茜, Eimura Akane)
Voix japonaise : M.A.O,
Appelée plus communément Gyaru A (ギャルA), une pimbêche populaire qui prône l'apparence plutôt que l'être. C'est la chef des trois qui n'aime pas particulièrement Akuru, car il lui a dit qu'elle était moche.
Kī Hīragi (柊 姫衣, Hīragi Kī)
Voix japonaise : Rena Maeda,
Appelée plus communément Gyaru B (ギャルB), celle qui a les cheveux noires dans le groupe. Timide et bien avisée, elle a un petit-ami avec qui elle sort depuis trois mois.
Kuroko Shīna (椎名 黒子, Shīna Kuroko)
Voix japonaise : Yuka Iguchi,
Appelée plus communément Gyaru C (ギャルC), la blonde du groupe, dont on sait peu de chose, mis à part le fait qu'elle se fait séduire par les garçons de la classe.

## Production et supports

### Manga
Aho Girl est écrit et illustré par Hiroyuki, dont la publication du manga a commencé le 28 novembre 2012. La série a d'abord été publiée dans le magazine de prépublication de manga de Kōdansha, Weekly Shōnen Magazine, avant d'être déplacée dans le numéro de juillet du Bessatsu Shōnen Magazine le 9 juin 2015,,.
Un one-shot crossover avec Love Hina a été publié le 27 août 2014. Au total, la série a été compilée en douze volumes tankōbon.
Le 4 novembre 2017, Hiroyuki avait déclaré sur son site officiel que son manga Aho Girl se terminerait dans le numéro de janvier du Bessatsu Shōnen Magazine, qui est publié en décembre 2017. Il avait également indiqué que le 12e volume du manga serait le dernier auquel Kōdansha avait annoncé l'édition limitée pour le 15 décembre 2017.
En Amérique du Nord, le manga est publié sous le titre Ahogaru: Clueless Girl.

#### Liste des volumes
| no | Japonais                      | Japonais                                                                  |
| no | Date de sortie                | ISBN                                                                      |
| --- | ----------------------------- | ------------------------------------------------------------------------- |
| 1 | 17 août 2013                  | 978-4-0638-4871-7                                                         |
| 2 | 17 octobre 2013               | 978-4-0639-4954-4                                                         |
| 3 | 17 avril 2014                 | 978-4-0639-5057-1                                                         |
| 4 | 16 août 2014                  | 978-4-0639-5166-0                                                         |
| 5 | 16 janvier 2015               | 978-4-0639-5293-3                                                         |
| 6 | 15 mai 2015                   | 978-4-0639-5393-0                                                         |
| 7 | 9 mars 2016                   | 978-4-0639-5610-8                                                         |
| 8 | 7 octobre 2016                | 978-4-0639-5754-9                                                         |
| 9 | 9 juin 2017                   | 978-4-0639-5953-6                                                         |
| 10 | 4 octobre 2017 6 octobre 2017 | 978-4-0639-7026-5 (édition limitée) 978-4-0651-0239-8 (édition régulière) |
| Extra : L'édition limitée japonaise est vendue avec le premier coffret DVD de la série anime qui contient les quatre premiers épisodes.   |                               |                                                                           |
| 11 | 9 novembre 2017,              | 978-4-0651-0629-7 (édition régulière) 978-4-0639-7027-2 (édition limitée) |
| Extra : L'édition limitée japonaise est vendue avec le deuxième coffret DVD de la série anime qui contient les quatre épisodes suivants.  |                               |                                                                           |
| 12 | 15 décembre 2017,             | 978-4-0651-0583-2 (édition régulière) 978-4-0639-7028-9 (édition limitée) |
| Extra : L'édition limitée japonaise est vendue avec le troisième coffret DVD de la série anime qui contient les quatre derniers épisodes. |                               |                                                                           |

### Anime
Une adaptation en anime produite par le studio diomedéa a été annoncée, et a été diffusée pour la première fois au Japon entre le 4 juillet et le 19 septembre 2017 sur Tokyo MX, SUN et BS11,. Keizou Kusakawa est le réalisateur en chef, et Shingo Tamaki réalise également la série; Takashi Aoshima a rédigé les scripts,,. La série est composée de 12 épisodes, durant chacun une douzaine de minutes,,. Crunchyroll diffuse la série en simulcast dans le monde entier, excepté en Asie,.
L’opening de la série, Zenryoku☆Summer! (全力☆Summer!), est interprété par angela,,; Sumire Uesaka, la doubleuse de la Présidente du conseil de discipline, interprète l’ending intitulé Odore! Kyūkyoku Tetsugaku (踊れ！きゅーきょく哲学),,.

#### Liste des épisodes
| No | Titre français                                | Titre japonais              | Titre japonais             | Date de 1re diffusion |
| No | Titre français                                | Kanji                       | Rōmaji                     | Date de 1re diffusion |
| --- | --------------------------------------------- | --------------------------- | -------------------------- | --------------------- |
| 1 | Aho Girl ! Voilà l’idiote !                   | 来たぞ！アホガール          | Kitazo! Aho gāru           | 4 juillet 2017        |
| Yoshiko Hanabatake est une lycéenne d'une stupidité inégalable, qu'elle arrive même à obtenir des zéros à des QCM. Elle aime manger des bananes. Elle traîne avec son camarade de classe studieux et voisin Akuru Akutsu, qui est souvent ennuyé par ses pitreries et n'hésite pas à réprimander physiquement Yoshiko. Akuru doit réveiller Yoshiko tous les matins et gérer sa mère qui espère qu'Akuru épousera sa fille pour s'occuper d'elle. Leur camarade Sayaka Sumino découvre qu'Akuru n'a pas d'amis et décide d'être son amie. Sur le chemin de l'école, Yoshiko entre en conflit avec la présidente du comité de discipline, celle-ci tombe amoureuse de lui après que ce dernier a de nouveau corrigé Yoshiko et lui a demandé de l'appeler si elle l'embête une fois de plus. |                                               |                             |                            |                       |
| 2 | Aho Girl ! Les idiots prolifèrent !           | 増える！アホガール          | Fueru! Aho gāru            | 11 juillet 2017       |
| Yoshiko joue avec des écoliers à l'aire de jeu, jusqu'à ce qu'Akuru interfère. Yoshiko fait face à un élève délinquant, Ryûichi Kurosaki, mais arrive à faire de lui son ami avec son idiotie. Sayaka rencontre la petite sœur d'Akuru, Ruri Akutsu, qui a des problèmes au niveau scolaire. La présidente trouve Akuru dans sa classe, mais quand Akuru suppose qu'il s'agit d'une autre inspection de sac et lui dit qu'elle peut le fouiller comme elle le veut, le président s'excite tandis que Yoshiko essaie de l'arrêter. |                                               |                             |                            |                       |
| 3 | Aho Girl ! La retraite assurée !              | 老後も安心！アホガール      | Rōgo mo anshin! Aho gāru   | 18 juillet 2017       |
| La mère de Yoshiko s'inquiète que la mignonne et innocente Sayaka puisse voler Akuru à Yoshiko et demande à vérifier sa culotte. Un gros chien errant attaque les enfants du parc, mais Yoshiko essaie de lui monter dessus, sans se soucier des conséquences. Yoshiko mange des bananes cultivées à l'échelle nationale qui sont si bonnes qu'elle parcourt littéralement le Japon pour en remercier personnellement le fermier, traînant Sayaka avec elle. Yoshiko essaie de remonter le moral d'Akuru à la maison en agissant comme une mère pour son bébé. |                                               |                             |                            |                       |
| 4 | Aho Girl ! L'irruption !                      | 突入！アホガール            | Totsunyū! Aho gāru         | 25 juillet 2017       |
| Yoshiko forme Ryûichi pour qu'il soit l'ami d'Akuru, mais il finit par être davantage son serviteur. Yoshiko invite les enfants du parc à un spectacle local de super-héros « Pachi Ranger » dont elle est l'animatrice, mais s'implique trop dans l'histoire. Le professeur de Yoshiko, Atsuko Oshieda, tente de donner un cours à Yoshiko, mais ses efforts se retournent contre elle lorsque Yoshiko change de sujet pour s'intéresser au célibat d'Oshieda. Yoshiko, Sayaka et la présidente s'infiltrent dans la chambre d'Akuru de nuit pour découvrir quel cadeau d'anniversaire il aimerait recevoir, mais leur idiotie combinée mène à une série d'accidents. |                                               |                             |                            |                       |
| 5 | Aho Girl ! C'est l'été !                      | 夏だ！アホガール            | Natsu da! Aho gāru         | 1er août 2017         |
| Akuru se rend à contrecœur avec Yoshiko et Ruri pour voir le dernier film de PreChure, et prend des mesures drastiques lorsque les filles crient à l'écran. Alors que le groupe va chercher des maillots de bain pour un voyage à la plage, Akuru annonce son intention de rester à la maison et d'étudier, mais Sayaka le fait culpabiliser sur son manque d'amis et décide ainsi de les accompagner. Le jour du voyage, la mère de Yoshiko voit la présidente comme une rivale majeure de Yoshiko pour l'affection d'Akuru, et ruine le haut du bikini de la présidente. |                                               |                             |                            |                       |
| 6 | Aho Girl ! Un été chaud bouillant !           | 暑い夏だ！アホガール        | Atsui natsu da! Aho gāru   | 8 août 2017           |
| Pendant leur voyage à la plage, la présidente essaie de se rapprocher d'Akuru, mais elle est enterrée dans le sable par Yoshiko. Plus tard, aux sources chaudes, Yoshiko et la présidente essaient de confirmer la « taille » d'Akuru en jetant un coup d'œil sur lui. Pendant ce temps, Ryûichi passe les vacances à essayer de retarder la mère de Yoshiko de ruiner le voyage. À la maison, Akuru accepte de surveiller un moment le Chien de Yoshiko, et forme un lien avec lui grâce à un film de western. Un groupe de danseurs d'o-Bon échoue dans leur tentative d'empêcher Yoshiko de voler leur vedette durant leur propre festival. |                                               |                             |                            |                       |
| 7 | Aho Girl ! Les filles frivoles !              | ギャルが！アホガール        | Gyaru ga! Aho gāru         | 15 août 2017          |
| Tout en déplorant son manque de vie amoureuse, Atsuko rencontre le captivant « Yoshio ». Akuru et Yoshiko se disputent le nom du Chien. Yoshiko essaie de se lier d'amitié avec certains camarades de classe gyaru. Elles incitent Yoshiko à jouer à cache-cache, mais se sentent ensuite coupables après qu'elle a disparu pendant trois jours. Ruri se sent grandement insultée par le choix du cadeau de son frère pour son anniversaire. |                                               |                             |                            |                       |
| 8 | Aho Girl ! Comme un ange !                    | 天使のような！アホガール    | Tenshi no yōna! Aho gāru   | 22 août 2017          |
| Yoshiko pousse l'une des gyaru de sa classe à avouer son amour à son petit ami. Yoshiko aide les enfants du parc à acheter des collations pour leur prochaine sortie scolaire. Sayaka essaie et ne parvient pas à limiter le comportement de stalker de la présidente envers Akuru. Yoshiko et le Chien rencontrent le poméranien de Sayaka. |                                               |                             |                            |                       |
| 9 | Aho Girl ! Festival !                         | フェスティバゥ！アホガール  | Fesutibau! Aho gāru        | 29 août 2017          |
| Akuru se dispute avec Akane Eimura au sujet de sa candidature pour le représentant de leur classe de la fête de l'école. Yoshiko et Akane passent la nuit à jouer à des jeux au lieu de travailler sur leur projet de festival. La classe a choisi le thème du maid café. Yoshiko demande à la présidente de laisser son dernier prétendant avec un souvenir romantique. Sayaka se saoule accidentellement dans un bar karaoké et pleure pour le respect de ses amis. |                                               |                             |                            |                       |
| 10 | Aho Girl ! Un tour en voiture !               | ドライブ！アホガール        | Doraibu! Aho gāru          | 5 septembre 2017      |
| Akane perce son oreille avec l'aide de Yoshiko. Yoshiko et le Chien font la course avec un motard sur une autoroute. Quand Yoshiko joue avec des poupées avec les enfants du parc, elle transforme cela en un drame romantique fou. La présidente tente de se faire apprécier par Ruri pour se rapprocher de son frère, mais la mère de Yoshiko se montre pour l'arrêter et elles finissent sur un concours de vol de culottes.. |                                               |                             |                            |                       |
| 11 | Aho Girl ! Le combat ! Mortel !               | 決戦！必殺！アホガール      | Kessen! Hissatsu! Aho gāru | 12 septembre 2017     |
| Yoshiko essaie d'aider Ruri à trouver quelque chose qu'elle peut bien faire en dehors des cours. Quand Ryûichi revient battu, Yoshiko décide d'attaquer les délinquants du lycée Krapul pour venger le spécial Froppeccino Banana Deluxe qu'il est allé chercher dans la ville voisine. Le Chien se promène en ville, sauvant plusieurs enfants du danger en cours de route. |                                               |                             |                            |                       |
| 12 | Aho Girl ! Une rencontre… oui, mais pas que ! | 出会い...そして！アホガール | Deai… Soshite! Aho gāru    | 19 septembre 2017     |
| Akuru revient sur sa première rencontre avec Yoshiko il y a dix ans. |                                               |                             |                            |                       |

## Réception
Le premier tome a atteint la 43e place sur le classement hebdomadaire de manga de l'Oricon et, au 18 mai 2013, 27 861 copies ont été vendues; le deuxième volume a atteint la 22e place et, au 27 octobre 2013, 61 653 exemplaires ont été vendus; le volume 3 est placé à la 20e place et, au 27 avril 2014, 62 692 copies ont été vendues; le quatrième volume a atteint la 22e place et, au 24 août 2014, 55 158 exemplaires ont été vendus; le tome 5 est à la 34e place et, au 18 janvier 2015, 27 473 copies ont été vendues ; le volume 6 a été classé à la 24e place et a vendu 52 198 exemplaires sur 2 semaines. Le septième volume a atteint également la 24e place avec 30 236 exemplaires vendus au cours de sa première semaine.
Pour les lecteurs de Anime! Anime!, l'adaptation anime d’Aho Girl est la série d'été 2017 qu'ils ont le plus apprécié,.

### Sources
1. 1 2 3 4  (en) « Doujin Work Creator Hiroyuki's New Manga Is Aho Girl », sur Anime News Network, 19 novembre 2012 (consulté le 10 juin 2017)
2. 1 2  (en) « Sankarea's Hattori Illustrates Tahi Saihate's New Novel in June », sur Anime News Network, 7 mai 2015 (consulté le 10 juin 2017)
3. 1 2  (ja) « 別マガで「超人学園」の石沢庸介描く忍者バトル開7幕、次号じょしらく読切 », sur natalie.mu,‎ 9 juillet 2015 (consulté le 10 juin 2017)
4. 1 2  (en) « Aho-Girl: Clueless Girl Manga Gets TV Anime This Summer », sur Anime News Network, 6 février 2017 (consulté le 10 juin 2017)
5. 1 2  « Le manga Aho Girl adapté en anime », sur adala-news, 6 février 2017 (consulté le 10 juin 2017)
6. 1 2 3 4 5 6 7 8 9  (en) « Aoi Yūki, Tomokazu Sugita Star in Aho-Girl: Clueless Girl Anime », sur Anime News Network, 30 avril 2017 (consulté le 10 juin 2017)
7. 1 2 3 4 5 6 7 8 9 10 11 12 13  (en) « Aho-Girl: Clueless Girl Anime Casts Taku Yashiro, Sayaka Senbongi, Rina Satou », sur Anime News Network, 7 juin 2017 (consulté le 10 juin 2017)
8. 1 2 3 4 5 6 7 8 9 10 11 12 13  (ja) « Staff&Cast », sur Site officiel (consulté le 10 juin 2017)
9. ↑  (en) « Love Hina, Aho Girl Get Crossover Manga One-Shot », Anime News Network, 12 août 2014 (consulté le 10 mai 2017)
10. ↑  (ja) « アホガールについて », sur seijunha.com,‎ 4 novembre 2017 (consulté le 4 novembre 2017)
11. ↑  (en) « Hiroyuki's Aho-Girl Manga Ends in December », sur Anime News Network, 4 novembre 2017 (consulté le 4 novembre 2017)
12. ↑  (en) « Kodansha Comics Adds Frau Faust, Fairy Tail: Rhodonite, Kigurumi Defense Squad, Aho Girl, Hōseki no Kuni, More Manga », sur Anime News Network, 6 octobre 2016 (consulté le 10 mai 2017)
13. ↑  « Aho Girl », sur Kōdansha (consulté le 12 octobre 2017)
14. 1 2 3  (en) « Aho-Girl: Clueless Girl Anime's Visual, Character Designs Revealed », sur Anime News Network, 8 mai 2017 (consulté le 10 juin 2017)
15. ↑  (ja) « ON AIR », sur Site officiel (consulté le 10 juin 2017)
16. 1 2 3  « ANNONCE : Encore quatre titres à suivre en simulcast cet été sur Crunchyroll », sur Crunchyroll, 3 juillet 2017 (consulté le 3 juillet 2017)
17. ↑  (en) « Crunchyroll to Simulcast Aho-Girl, Elegant Yokai Apartment Life, Netsuzou Trap, Tsuredure Children Anime », sur Anime News Network, 2 juillet 2017 (consulté le 3 juillet 2017)
18. ↑  (en) « angela Performs Aho-Girl: Clueless Girl TV Anime's Theme Song », sur Anime News Network, 8 mars 2017 (consulté le 10 juin 2017)
19. ↑  (ja) « angela、26枚目のシングルが7月5日発売決定。今夏放送のTVアニメ『アホガール』オープニングテーマ », sur Anime Recorder (consulté le 10 juin 2017)
20. 1 2  (ja) « ＯＰ＆ＥＤアーティスト情報 », sur Site officiel (consulté le 10 juin 2017)
21. ↑  (en) « Japanese Comic Ranking, May 13-19 », sur Anime News Network, 22 mai 2013 (consulté le 10 juin 2017)
22. ↑  (en) « Japanese Comic Ranking, October 14-20 », sur Anime News Network, 23 octobre 2013 (consulté le 10 juin 2017)
23. ↑  (en) « Japanese Comic Ranking, October 21-27 », sur Anime News Network, 30 octobre 2013 (consulté le 10 juin 2017)
24. ↑  (en) « Japanese Comic Ranking, April 14-20 », sur Anime News Network, 23 avril 2014 (consulté le 10 juin 2017)
25. ↑  (en) « Japanese Comic Ranking, April 21-27 », sur Anime News Network, 30 avril 2014 (consulté le 10 juin 2017)
26. ↑  (en) « Japanese Comic Ranking, August 18-24 », sur Anime News Network, 27 août 2014 (consulté le 10 juin 2017)
27. ↑  (en) « Japanese Comic Ranking, January 12-18 », sur Anime News Network, 21 janvier 2015 (consulté le 10 juin 2017)
28. ↑  (en) « Japanese Comic Ranking, May 18-24 », sur Anime News Network, 27 mai 2015 (consulté le 10 juin 2017)
29. ↑  (en) « Japanese Comic Ranking, March 7-13 », sur Anime News Network, 16 mars 2016 (consulté le 10 juin 2017)
30. ↑  (en) Lynzee Loveridge, « Aho-Girl Tops Poll of Most Enjoyable Summer 2017 Anime », sur Anime News Network, 11 octobre 2017 (consulté le 11 octobre 2017)
31. ↑  (ja) « 夏アニメ、最も楽しんでいた作品は？ 3位「ゲーマーズ」、2位「NEW GAME!!」、1位は… », sur animeanime.jp,‎ 11 octobre 2017 (consulté le 11 octobre 2017)

### Œuvres
Édition japonaise
1. ↑  (ja) « アホガール(1) », sur Kōdansha (consulté le 10 juin 2017)
2. ↑  (ja) « アホガール(2) », sur Kōdansha (consulté le 10 juin 2017)
3. ↑  (ja) « アホガール(3) », sur Kōdansha (consulté le 10 juin 2017)
4. ↑  (ja) « アホガール(4) », sur Kōdansha (consulté le 10 juin 2017)
5. ↑  (ja) « アホガール(5) », sur Kōdansha (consulté le 10 juin 2017)
6. ↑  (ja) « アホガール(6) », sur Kōdansha (consulté le 10 juin 2017)
7. ↑  (ja) « アホガール(7) », sur Kōdansha (consulté le 10 juin 2017)
8. ↑  (ja) « アホガール(8) », sur Kōdansha (consulté le 10 juin 2017)
9. ↑  (ja) « アホガール(9) », sur Kōdansha (consulté le 10 juin 2017)
10. 1 2  (ja) « ＤＶＤ付き　アホガール（１０）特装版 », sur Kōdansha (consulté le 12 octobre 2017)
11. 1 2  (ja) « アホガール(10) », sur Kōdansha (consulté le 12 octobre 2017)
12. 1 2  (ja) « アホガール(11) », sur Kōdansha (consulté le 30 octobre 2017)
13. 1 2  (ja) « ＤＶＤ付き　アホガール（１１）特装版 », sur Kōdansha (consulté le 30 octobre 2017)
14. 1 2  (ja) « アホガール(12) », sur Kōdansha (consulté le 15 décembre 2017)
15. 1 2  (ja) « ＤＶＤ付き　アホガール（１２）特装版 », sur Kōdansha (consulté le 4 novembre 2017)